# الحديثة (أدم)
الحديثة منطقة سكنية تقع في ولاية أدم، التابعة لمحافظة الداخلية في سلطنة عمان. يقدر عدد سكانها بـ 232 نسمة حسب إحصاء عام 2010 التابع للمركز الوطني للإحصاء والمعلومات الحكومي. رمز المنطقة هو 50520160.

## وصلات خارجية
- المركز الوطني للإحصاء والمعلومات، سلطنة عمان